# Открытое шоссе
Откры́тое шоссе́ — шоссе в районах Преображенское, Богородское и Метрогородок Восточного административного округа города Москвы. Проходит от пересечения Просторной и Халтуринской улиц и заканчивается в районе пересечения с Вербной улицей, упираясь в Лосиный Остров.

## Описание
Первоначально шоссе начиналось от Халтуринского проезда в месте примыкания к нему ныне упразднённой Часовенной улицы, а в 1980-е годы было соединено с Просторной улицей. Нумерация домов ведётся от [Просторной улицы. Слева примыкают бульвар Маршала Рокоссовского, Пермская улица и Лосиноостровская улица; справа — Халтуринский проезд, Тюменская улица, Тюменский проезд, Тагильская, Монтажная улица и Вербная улицы; пересекает Шестой проезд Подбельского. Протяжённость составляет 3,8 км.

## Название

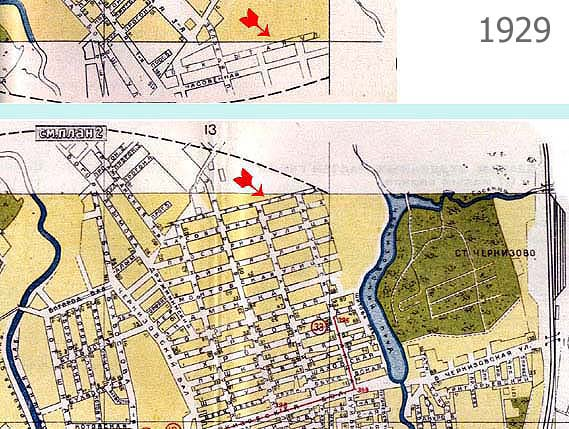
Открытая улица на карте Москвы 1929 года

Название дано в 1922 году по открытой с одной стороны местности, и в те годы шоссе доходило только до Окружной железной дороги, а далее его продолжением служила обычная просёлочная дорога. Застраивалась сначала правая сторона данной дороги, и карта Москвы 1939 года показывает, что эта правая сторона считалась тогда уже частью Москвы (остальная территория района вошла в черту Москвы в 1960 г.). Через железную дорогу перекинули узкий мостик и по нему пустили одноколейный трамвай № 8. Этот трамвай доставлял на автобазу рабочих «Метростроя»; им пользовались и москвичи, желавшие отдохнуть в Лосином Острове: погулять в лесу, пособирать грибы и ягоды. В начале 1940-х гг. был построен надёжный трамвайно-автомобильный мост (перестроенный в 1956 году и получивший название Мытищинский путепровод) через Окружную железную дорогу.
Название «Открытое» отражало расположение шоссе на тогдашней северо-восточной окраине Москвы, по соседству с бывшей Открытой улицей. Открытая улица (ранее — Воскресенская или Троицкая) впервые была обозначена на городских планах в 1929 году. В то время она шла параллельно Просторной улице, а Халтуринская улица заканчивалась на Открытой. Статус «шоссе» дорога получила в начале 1940-х годов, когда на ней была построена широкая трамвайно-автомобильная линия.
В 2018 году сооружена автомобильная эстакада на пересечении шоссе со строящейся Северо-Восточной хордой. В 2025 году здесь будет сооружена полноценная транспортная развязка.

## Здания и сооружения

### Мытищинский путепровод

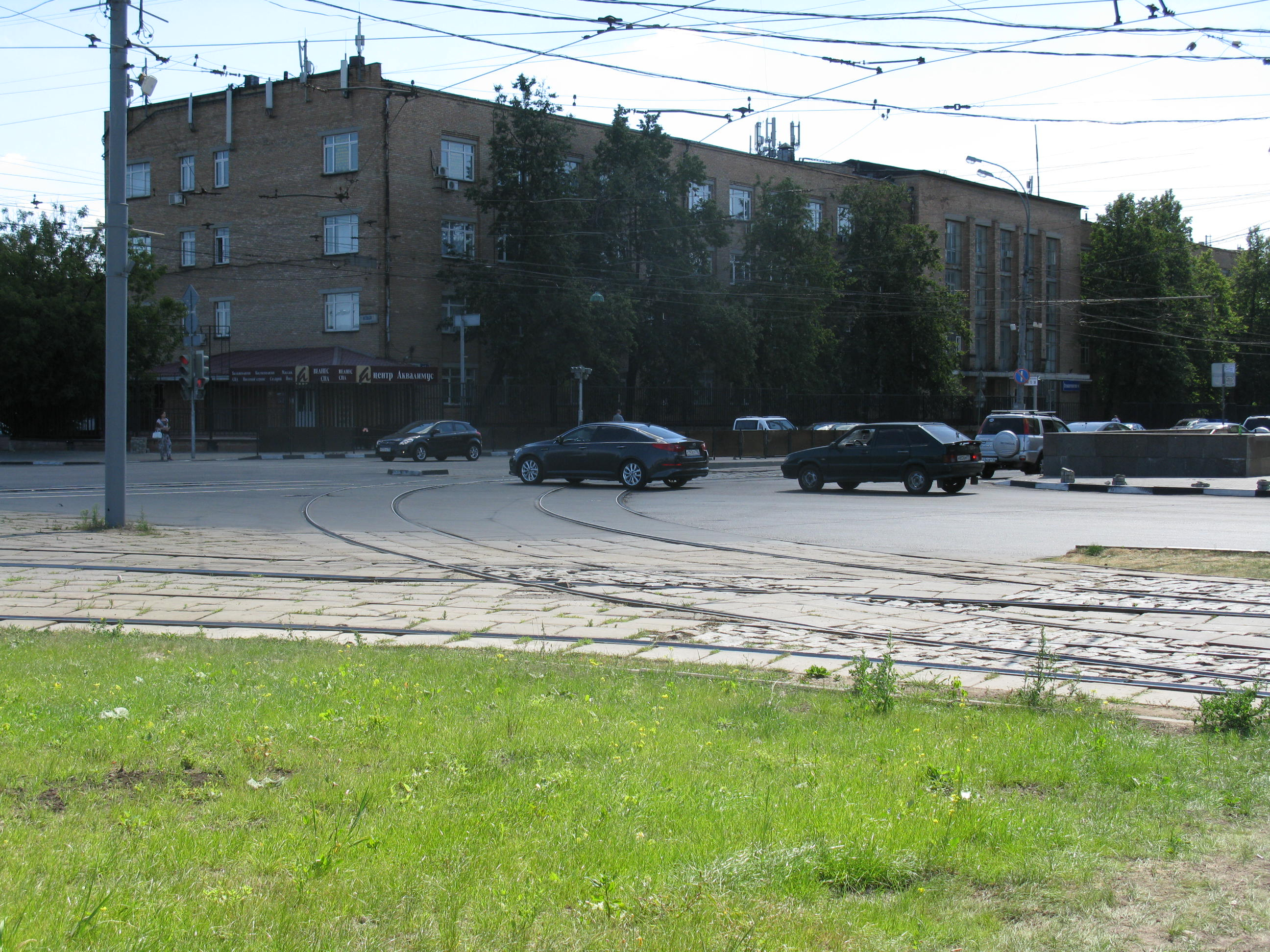
Корпус Московского завода специализированных автомобилей на Открытом шоссе

Расположен на границе между районами Богородское и Метрогородок, в 270 метрах от наземного павильона станции метро «Бульвар Рокоссовского». Пересекает Московское центральное кольцо в 90 метрах к югу от станции МЦК «Бульвар Рокоссовского». Помимо шоссе, по путепроводу проходят трамвайные пути и две пешеходные дорожки.
1 декабря 2006 года подрывниками управления МЧС по г. Москве в квартале Метрогородка была предпринята попытка сноса так называемого «фенольного» дома № 24к1 по Открытому шоссе. Первая попытка сноса оказалась неудачна — здание осело на 2 этажа. Тогда было принято решение снести дом повторно. На его месте в начале 2012 году был построен семнадцатиэтажный панельно-кирпичный жилой дом с подземным паркингом.

### Здания
Всего: 483 домовладения.

## Транспорт

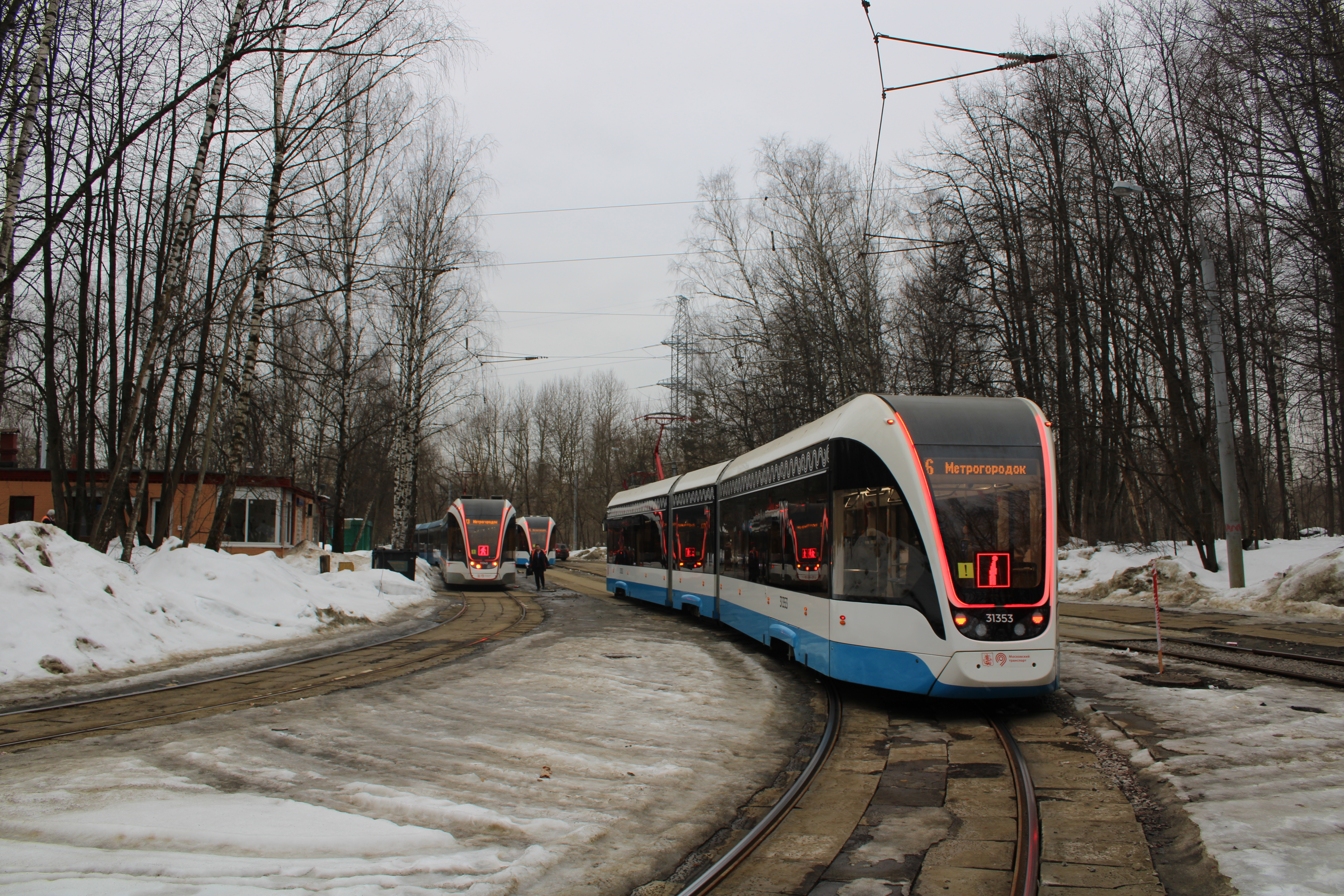
Конечная трамвайная станция «Метрогородок»

### Наземный транспорт
- Трамваи: 13, 36, 46
- Автобусы: 75, 327, 822

### Метро
- Станция метро «Бульвар Рокоссовского» Сокольнической линии и станция МЦК «Бульвар Рокоссовского».

## Интересные факты
- Шоссе имеет своеобразную нумерацию: количество корпусов у дома № 6 составляет 13 только по порядковому исчислению, причём часть из них располагается на Тюменской улице. Также присутствуют большие номера корпусов, например, дом № 25 корпус 16, № 24 корпус 42 (и при этом у дома № 24 есть корпуса 5а, 5б, 5в и 5г)[6]. Интересно, что до недавнего времени дом № 48 (теперь № 12) располагался после дома № 6. Несмотря на то, что последним номером дома по чётной стороне с середины 1960-х годов является № 32, а по нечётной № 31, ещё около трёх-четырёх десятилетий назад назад по Открытому шоссе в его средней части числились домовладения под № 62[7] (по нечётной (!) стороне, сейчас это д. 1 со строениями по Пермской улице) и под № 92 (в районе современного д. 16 за Мытищинским путепроводом — угольная база). Кроме того, первоначально нумерация домовладений по Открытому шоссе по его чётной стороне являлась продолжением нумерации по ныне упразднённой Открытой улице  — именно отсюда эти «неуместные» дома № 48, 62 и 92, начинаясь с дома № 46 (в разговорной речи — сорок шестые дома; ныне дом № 2 с корпусами), а дом 1/3 (ныне 13) располагался после дома 9 за Мытищинским путепроводом, хотя уже имелся дом № 1 с корпусами[8].
- Вдоль Открытого шоссе располагаются печально известные так называемые «фенольные дома», названные так из-за значительно превышающего все допустимые нормы содержания фенола. Это дома 24 корпус 1, 24 корпус 2, 24 корпус 42 и дом 3 корпуса 1, 2 и 3 по улице Николая Химушина[9]. 4 декабря 2006 года один из этих домов — дом № 24 корпус 1 — был снесён[10].